# Giornata della lingua esperanto
La giornata della lingua esperanto (in esperanto Esperantotago o naskiĝtago de la Esperanto-lingvo) è una data celebrata a livello internazionale il 26 luglio, giorno della pubblicazione dell'Unua libro, il primo libro redatto in esperanto, per opera del «Doktoro Esperanto» (pseudonimo di Ludovico Lazzaro Zamenhof). La data (26 luglio 1887 secondo il calendario gregoriano, 14 luglio 1887  secondo il calendario giuliano allora applicato in Russia) commemora la seconda approvazione del libro da parte della censura russa.
Talvolta, la giornata di Zamenhof (15 dicembre), data di nascita di Zamenhof, detta anche «Giornata della letteratura esperanto» o «Giornata dei libri esperanto», viene anch'essa definita «Giornata dell'esperanto».